# پرزیدنت پرودنته
پرزیدنت پرودنته (به پرتغالی: Presidente Prudente) یک منطقهٔ مسکونی در برزیل است که در ایالت سائو پائولو واقع شده‌است. پرزیدنت پرودنته ۵۶۲٫۸ کیلومتر مربع مساحت و ۲۲۷٬۰۷۲ نفر جمعیت دارد و ۴۷۵ متر بالاتر از سطح دریا واقع شده‌است.